# 塞巴斯蒂亚诺·德普朗什
塞巴斯蒂亚诺·德普朗什（Sebastiano Desplanches，2003年3月11日—），生于意大利诺瓦拉，意大利职业足球运动员，效力于意大利足球乙级联赛球會巴勒莫，场上位置为守門員。

## 生平
塞巴斯蒂亚诺出生於諾瓦拉，在AC米蘭青訓隊開始了他的職業生涯。2022年9月1日，他離開AC米蘭，加盟義丙球隊维琴察足球俱乐部。
2023年1月5日，他被租借至同為義丙的俱樂部特倫托，直至賽季結束。
2023年7月17日，塞巴斯蒂亚诺以未公開的轉會費加盟意大利足球乙级联赛球會巴勒莫，與該俱樂部簽訂了為期五年的合約。
2023年，塞巴斯蒂亚诺代表意大利队获得国际足联U-20世界杯亚军，并获评金手套奖。
2023年9月8日，他在對陣拉脫維亞U21的2025年U21歐洲國家盃資格賽中首次代表義大利21歲以下國家足球隊出場。

## 榮譽

### 國家隊
義大利U20
- 國際足協U-20世界盃亞軍：2023[6]

### 個人
- 國際足協U-20世界盃金手套：2023[7]
- 國際足球歷史和統計聯合會男子世界青年隊最佳陣容 (U20)：2023[10]